# Malá Straka
Malá Straka este o arie protejată (arie specială de conservare — SAC, sit de importanță comunitară — SCI) din Republica Cehă întinsă pe o suprafață de 3,6 ha, integral pe uscat.

## Localizare
Centrul sitului Malá Straka este situat la coordonatele 49°52′31″N 15°52′42″E / 49.875278°N 15.878333°E.

## Înființare
Situl Malá Straka a fost declarat sit de importanță comunitară în noiembrie 2009 pentru a proteja 1 specie de animale. Situl a fost protejat și ca arie specială de conservare în iunie 2017.

## Biodiversitate
Situată în ecoregiunea continentală, aria protejată nu include niciun habitat protejat.
La baza desemnării sitului se află o specie protejată de  amfibieni: buhai de baltă cu burta roșie (Bombina bombina).